# Barszanbu
Sajf ad-Din Abd Allah Barszanbu (zm. 1317) –‬‭ król Makurii w Nubii w latach 1316–1317.
Został osadzony na tronie przez sułtana mameluckiego An-Nasir Muhammada. 29 maja 1317 przekształcił dwupiętrową salę tronową pałacu w Dongoli w pierwszy meczet, wprowadzając tym samym islam jako religię państwową. Wydarzenie to przyjmuje się za początek islamizacji Nubii.